# Karsten König
Karsten König (* 1960) ist ein deutscher Biophysiker. Er ist Professor an der Universität des Saarlandes und Inhaber des Lehrstuhls für Biophotonik und Lasertechnologie.
König wuchs in der DDR in der Nähe von Berlin auf und studierte ab 1980 Physik an den Universitäten Rostock und Jena und schloss sein Studium 1985 mit einer Diplomarbeit über Photodynamische Krebstherapie ab. 1989 wurde er mit einer Dissertation über optische Krebsdiagnose und Pikosekunden-Fluoreszenz-Microskopie promoviert. Im selben Jahr floh er aus der DDR und arbeitete in der Folge als Postdoc zunächst an der Universität Ulm und dann am Beckman Laser Institute & Medical Clinic der University of California, Irvine (UCI).
1994 kehrte er an die Universität Jena zurück, arbeitet in verschiedenen biotechnologischen und medizinischen Instituten und habilitierte sich 1996 mit einer Arbeit über Zellbiologie an der Universität Jena und wurde dort 1997 Privatdozent. 2001 wurde er Direktor des Zentrums für Lasermikroskopie der Medizinischen Fakultät in Jena. Von 2004 bis 2008 war er Leiter der Abteilung Mikrosysteme/Lasermedizin des Fraunhofer-Institut für Biomedizinische Technik und seit 2004 ist er Professor in der Fakultät für Physik und Mechatronik der Universität des Saarlands.
Sein Forschungsschwerpunkt ist die Femtosekunden-Lasertechnologie in der Biomedizin und Materialbearbeitung. Außerdem beschäftigt er sich mit Multiphotonenmikroskopie und -tomographie, mit Optische Pinzetten und laser-basierter Stammzellenforschung. Für seine Entwicklungsarbeiten zur Mehrphotonentomographie erhielt er 2008 den Berthold Leibinger Innovationspreis.
Er ist Gründer und geschäftsführender Gesellschafter der JenLab GmbH und der UDF GmbH.
In der DDR galt König als Pionier der Bewegung Unerlaubt durch Freundesland (UDF). Zusammen mit Reinhard Tauchnitz war er der einzige DDR-Bürger, dem die Besteigung eines Achttausenders gelang (Mai 1990, Shisha Pangma).